# Locomotiva FFS Re 4/4 II
Le locomotive Re 4/4II delle Ferrovie Federali Svizzere sono una serie di locomotive elettriche universali, costruite dal 1964 al 1985 in 276 unità per il traino di tutte le categorie di convogli.

## Storia
All'inizio degli anni sessanta del XX secolo, le Ferrovie Federali Svizzere necessitavano di un nuovo tipo di locomotiva, che unisse le doti di potenza e di velocità. Infatti le nuove Ae 6/6, di potenza adeguata, avevano velocità limitata nelle curve a causa del loro rodiggio Co' Co', mentre le locomotive Re 4/4I e le elettromotrici RBe 4/4, veloci e leggere, erano impossibilitate a trainare convogli pesanti o su linee acclivi. Inoltre era necessario l'accantonamento delle vecchie Ae 4/7, risalenti alla fine degli anni venti.
Le FFS si rivolsero quindi a un consorzio di imprese, formato da SLM, BBC, MFO e SAAS, ordinando un nuovo tipo di locomotiva di rodiggio Bo' Bo' e di potenza adeguata alle necessità.
Nel 1964 vennero consegnati 6 prototipi, numerati da 11201 a 11206 (i numeri furono poi mutati in 11101 ÷ 11106). L'anno successivo seguì l'ordinazione di 50 unità di serie, di cui però ne furono consegnate solo 49 (11107 ÷ 11155): l'unità "mancante", che avrebbe dovuto portare il numero 11153, fu consegnata alla compagnia privata SOB, dove in una prima fase venne immatricolata come Re 4/4 II 41. La locomotiva, che aveva ricevuto un rapporto di trasmissione più consono all'acclività della SOB, attirò l'attenzione delle FFS che, dopo averla provata, decisero di adottare lo stesso rapporto di trasmissione per le loro Re 4/4III. Nel 1996, in uno scambio nel quale erano implicate anche quattro Re 4/4 IV, la macchina venne ceduta alle FFS, presso le quali venne immatricolata come Re 4/4 III 11350.

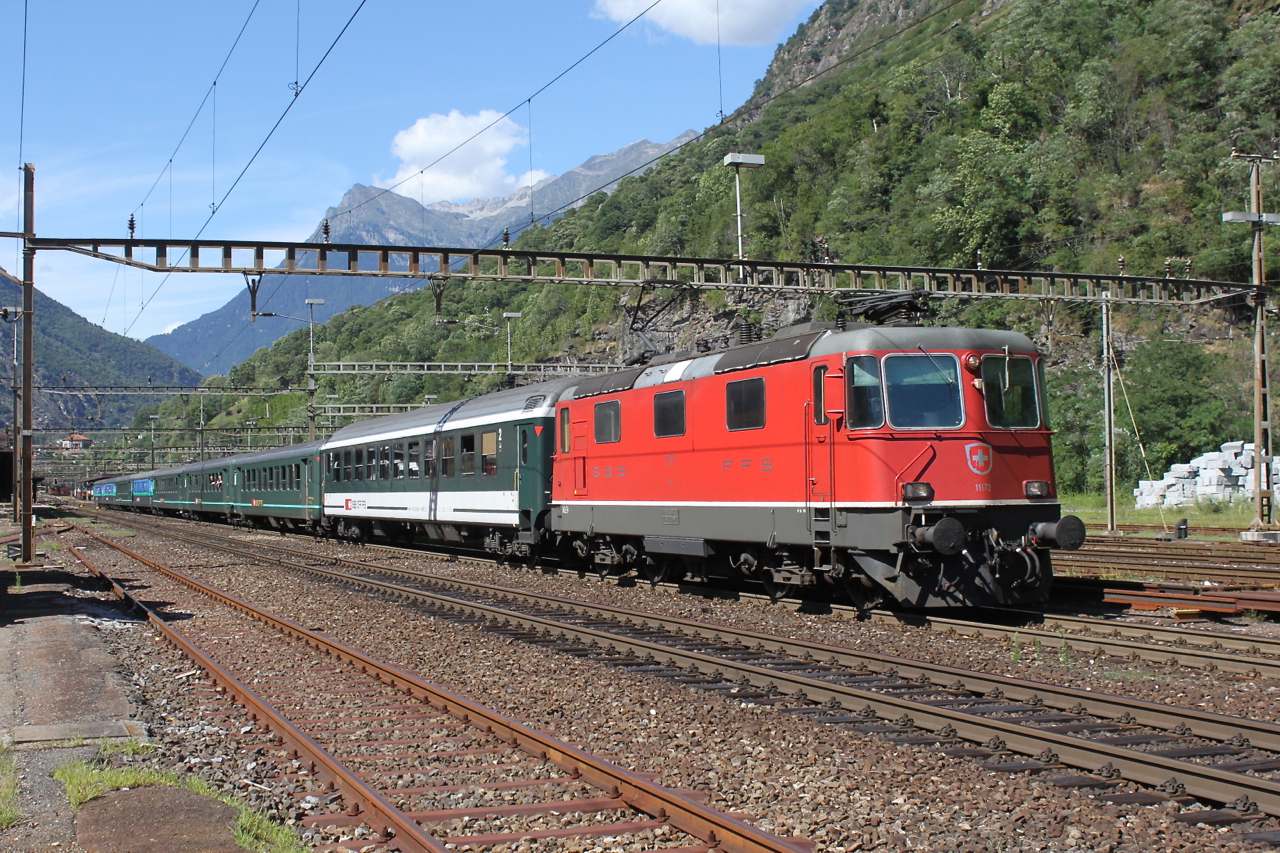
La Re 4/4^{II} 11172 (già Re 4/4 21 della MThB) in transito nella stazione di Biasca in testa a un convoglio per tifosi del. Si notino le "cromature" realizzate con pellicola adesiva.

 Nel 1966 le FFS ordinarono altre 60 unità, numerate da 11156 a 11215, che sarebbero state fornite tra il 1969 e il 1970; a questa ordinazione si accodò la Mittelthurgaubahn (MThB) la quale ordinò un'unità, contraddistinta dai grandi fanali tondi delle ferrovie private e dalla presenza, sin dall'origine, degli specchietti retrovisori, che sarebbe stata immatricolata nel suo parco veicoli come Re 4/4 21 e che, dopo il fallimento della MThB nel 2002, sarebbe entrata, nel 2004, nel parco veicoli delle FFS come Re 4/4 II 11172, rimpiazzando così una macchina restata vittima di un incidente nel 1972. A causa della decisione di acquisire venti Re 4/4 III, l'ordinazione successiva venne ridotta in data 19 febbraio 1969 a sole 39 unità invece delle 52 originariamente previste; la serie, numerata da 11216 a 11254, venne consegnata tra il 1971 e il 1973.
Nel 1970 le FFS ordinarono un'ulteriore serie di 50 unità (11255 ÷ 11304), che secondo i piani sarebbero dovute essere le ultime: infatti si prevedeva di privilegiare per le ordinazioni future le più moderne Re 6/6; ma poiché queste ultime si erano rivelate troppo pesanti per molti usi, le FFS si decisero a tornare sulle Re 4/4II con due ultime ordinazioni, nel 1979 (11305 ÷ 11349) e nel 1981 (11371 ÷ 11397), per un totale complessivo di 277 unità.
Negli anni novanta le locomotive vennero riclassificate secondo i criteri UIC, ottenendo il nuovo numero di gruppo Re 420 (numeri da 420 101 a 349); le macchine dell'ultima ordinazione (11371 ÷ 11397) vennero modificate con il sistema INDUSI per il servizio frontaliero con la Germania, ottenendo il numero di gruppo Re 421 (numeri da 421 371 a 397).
Negli anni duemila alcune unità furono vendute alla BLS (due di queste, nel 2013, vennero vendute rispettivamente al Travys e ai Transports de la région Morges-Bière-Cossonay); a partire dal 2011 altre unità sono in servizio sulla rete celere di Zurigo.

## Gancio automatico
Otto unità vennero equipaggiate nel 1975 di un gancio automatico studiato dall'UIC; vennero utilizzate per trainare i convogli "Swiss Express" composti dalle carrozze unificate III.
Nell'agosto 2018, la Re 420 280 è stato equipaggiato come prototipo con il nuovo giunto ibrido CargoFlex Typ Scharfenberg della Voith e ha una scritta speciale "Vorwärts!" da un lato e «En avant toute!» dall'altra parte. Un totale di 12 locomotive saranno equipaggiate con questo gancio. Fa parte del progetto di automazione delle manovre da parte di una persona di SBB Cargo. La Re 420 288 è la seconda locomotiva ad aver ricevuto anche scritta speciale, a differenza della Re 420 280 in un lato in italiano "Avanti tutta!"

## Livree
Le locomotive entrarono in servizio nella livrea verde tipica dei mezzi FFS dell'epoca.

Negli anni settanta alcune unità adibite ai servizi di prestigio furono ricolorate nelle livree TEE e Swiss Express.

A partire dal 1983 le locomotive vennero ridipinte in livrea rossa, e infine nella livrea rossa e blu tipica della divisione FFS Cargo.

Le unità vendute alla BLS rivestono la livrea sociale grigia, con dettagli verdi e blu.

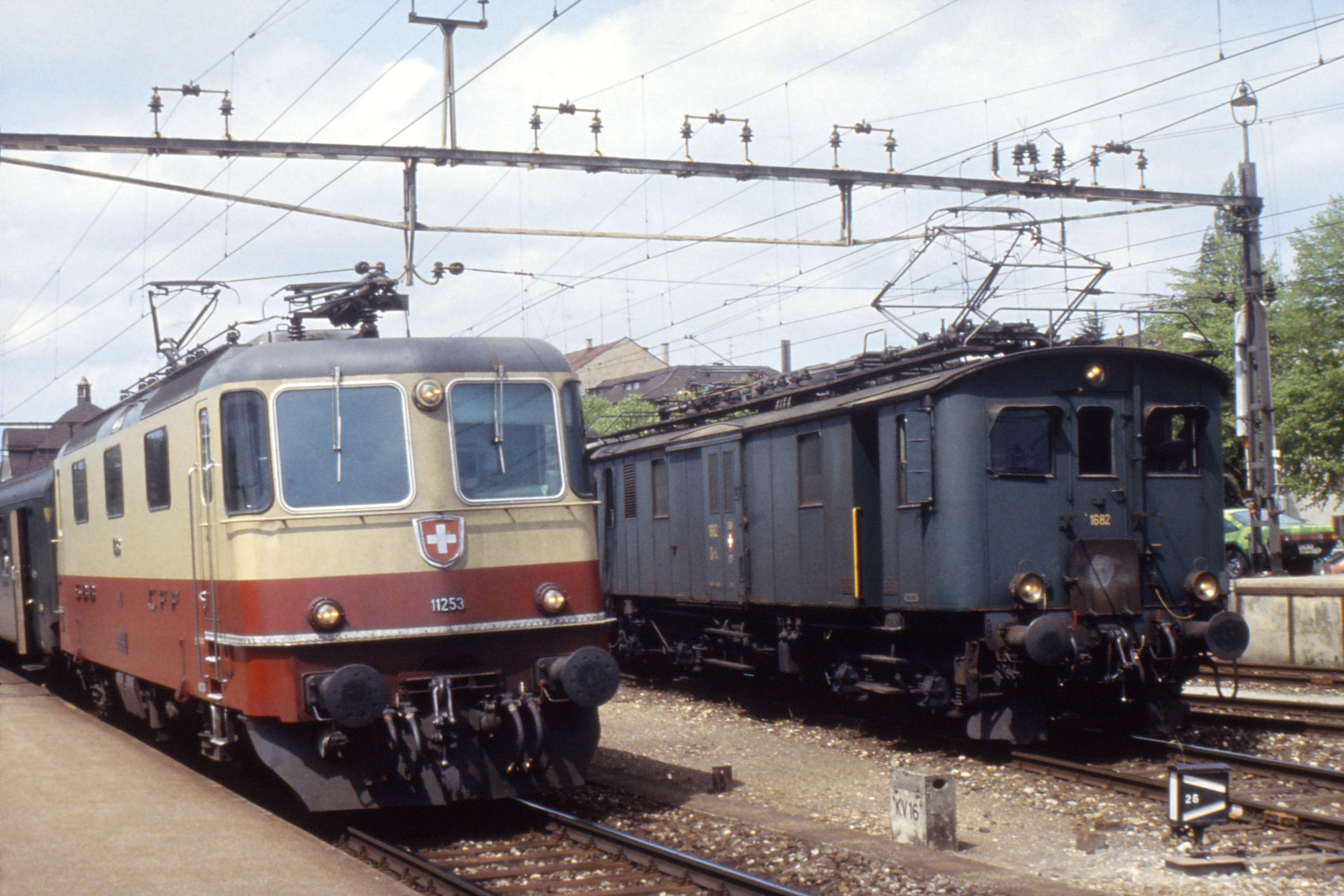
Locomotiva Re 4/4 in livrea TEE
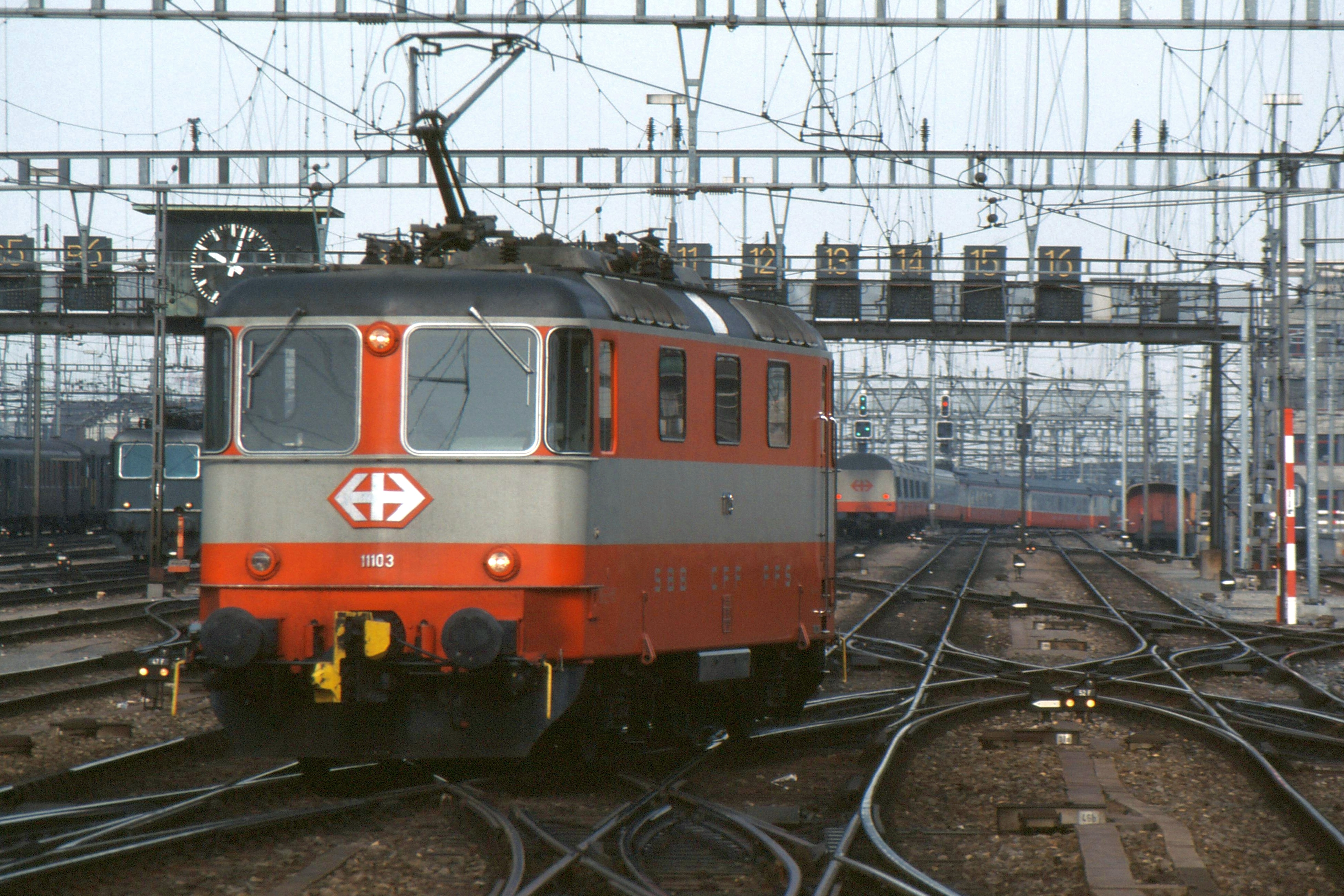
Locomotiva Re 4/4 in livrea Swiss Express e munita di gancio automatico
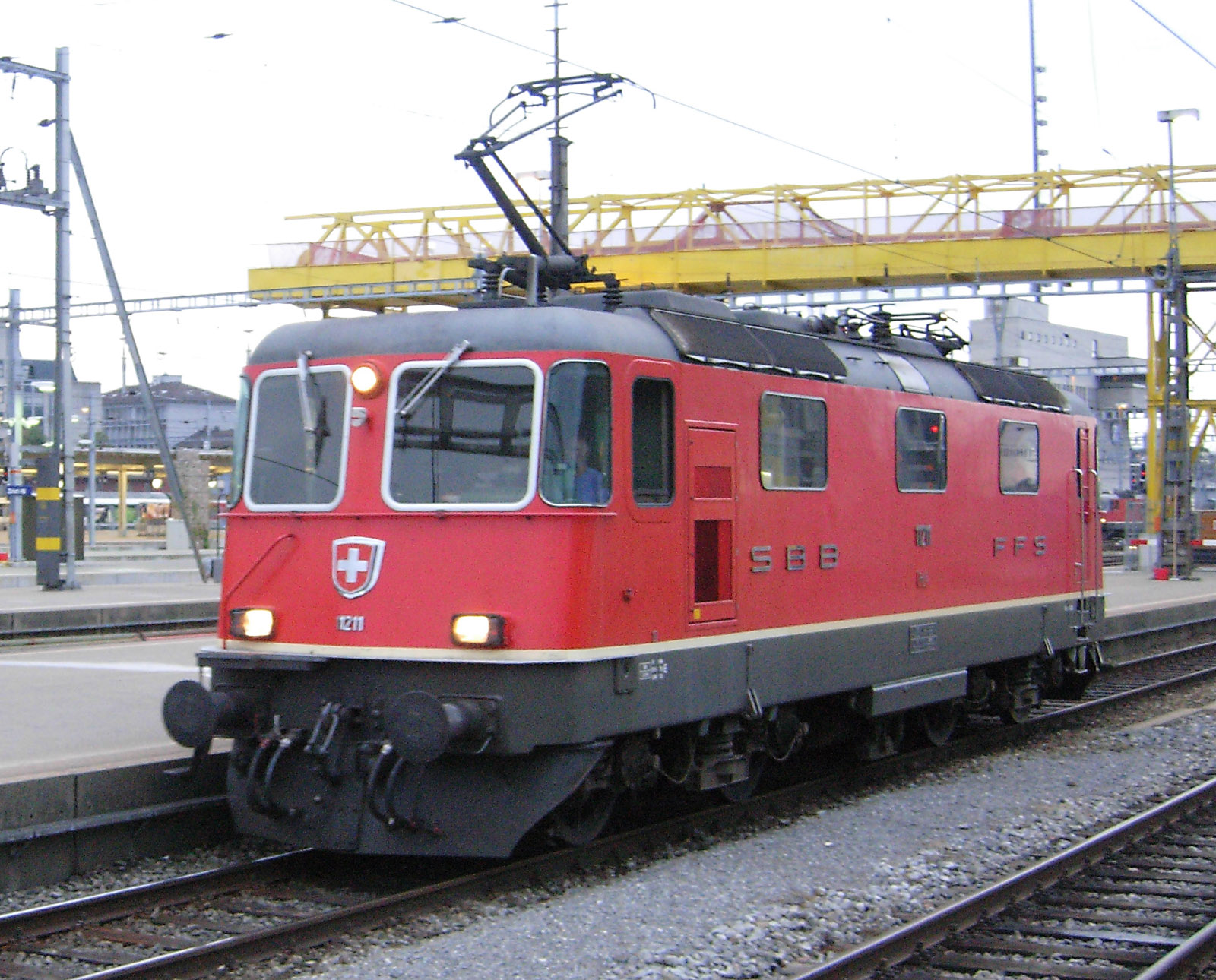
Locomotiva Re 4/4 in livrea rossa
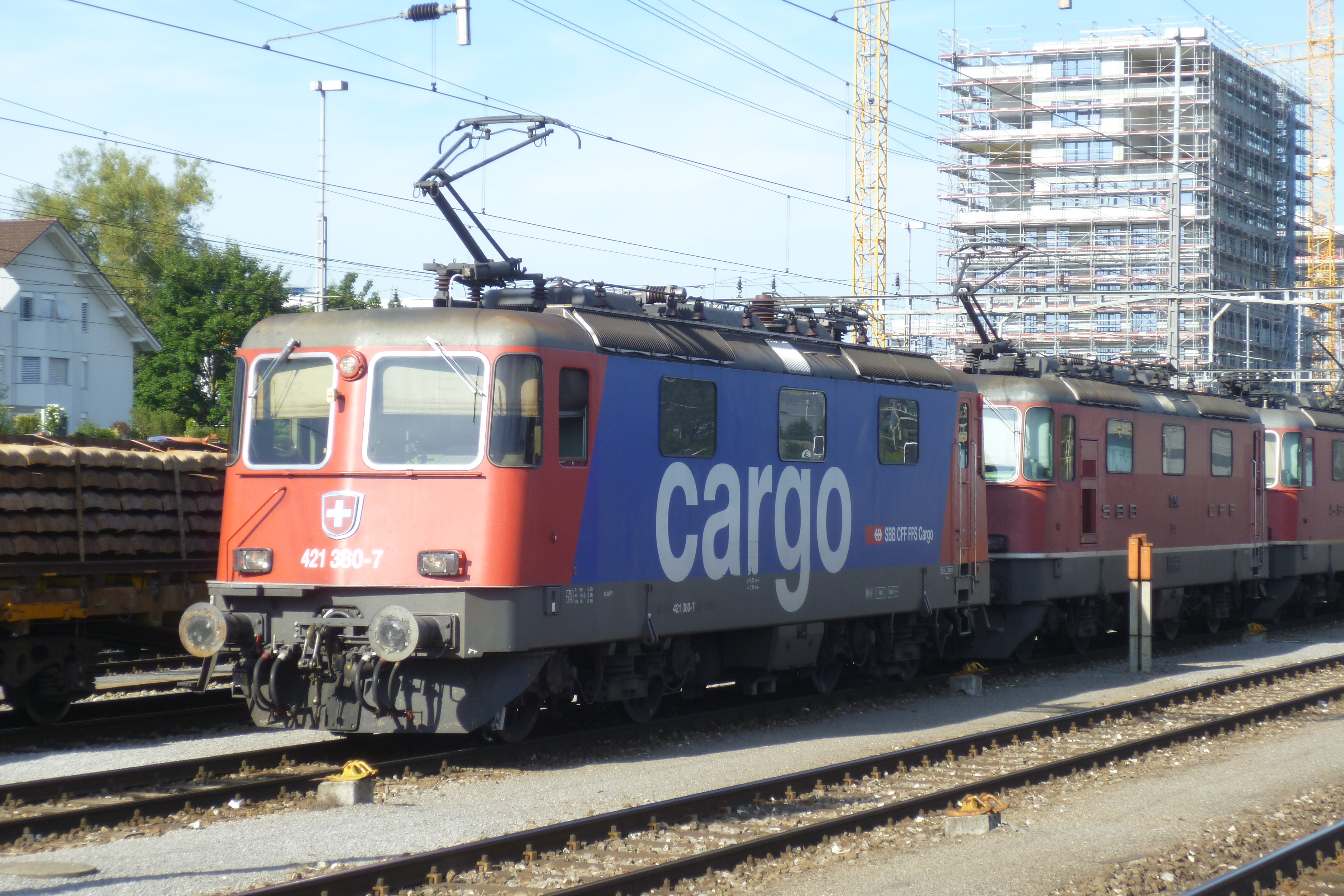
Locomotiva Re 421 in livrea FFS Cargo
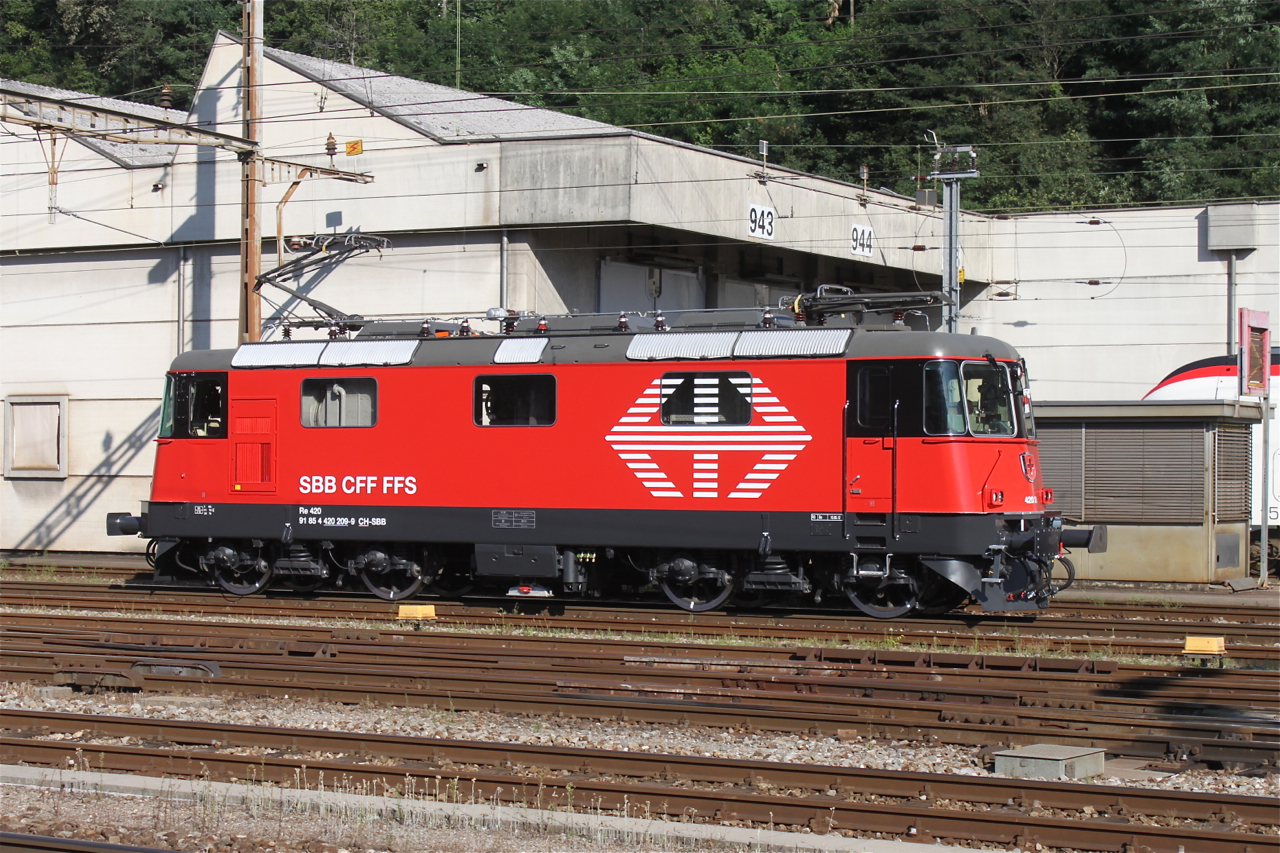
Locomotiva Re 420 in livrea «LION»
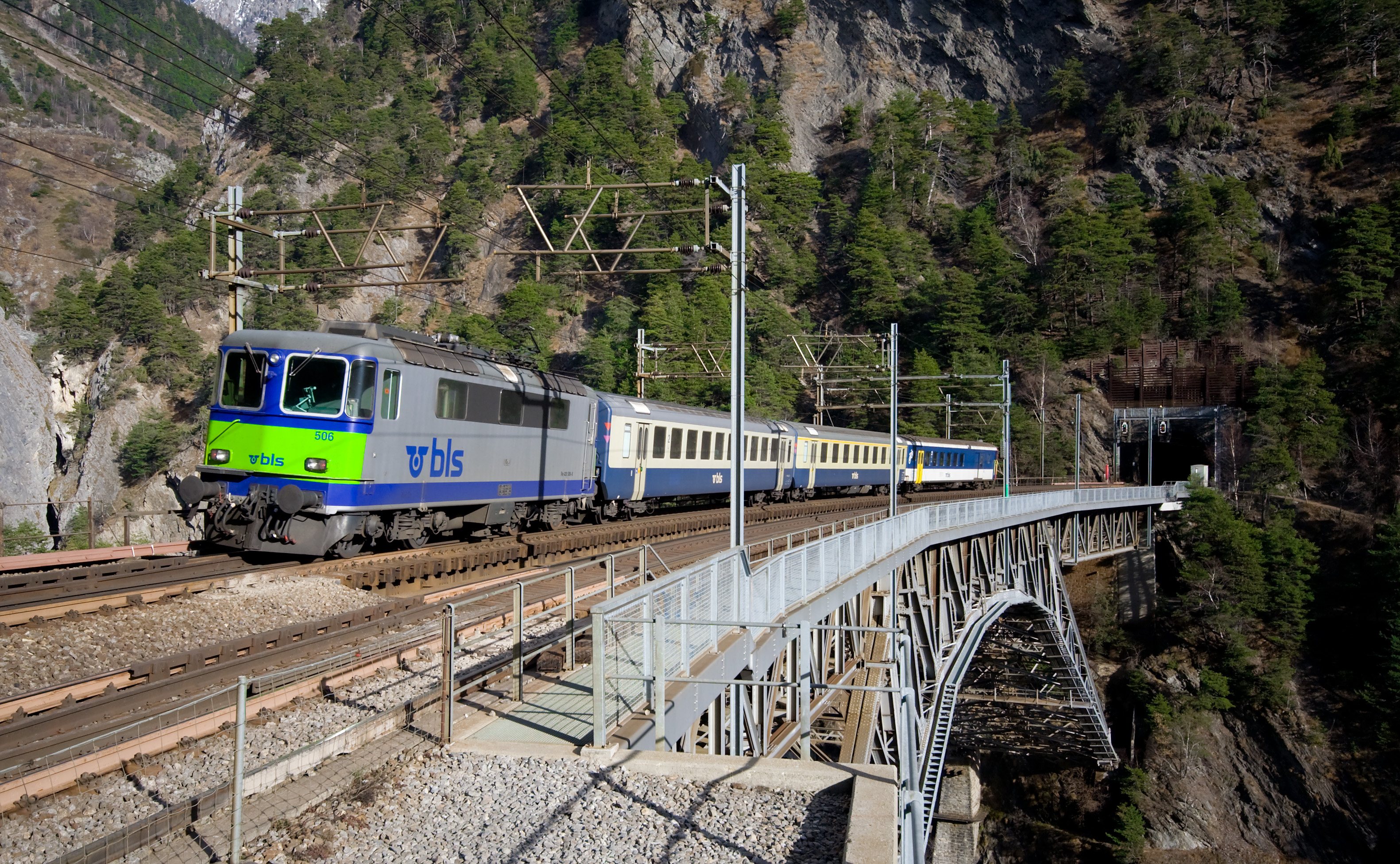
Locomotiva Re 420 della BLS
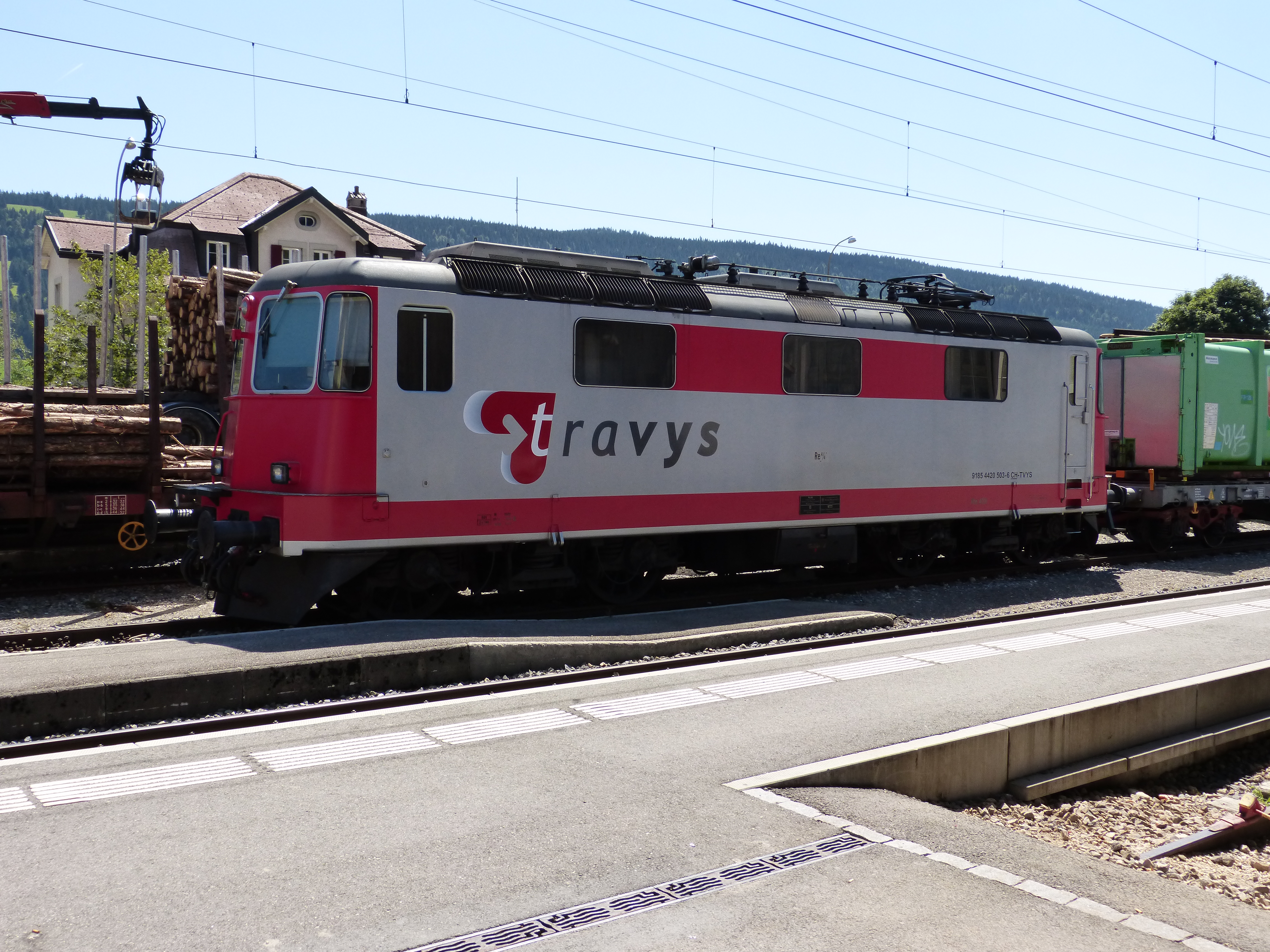
Locomotiva Re 420 del Travys
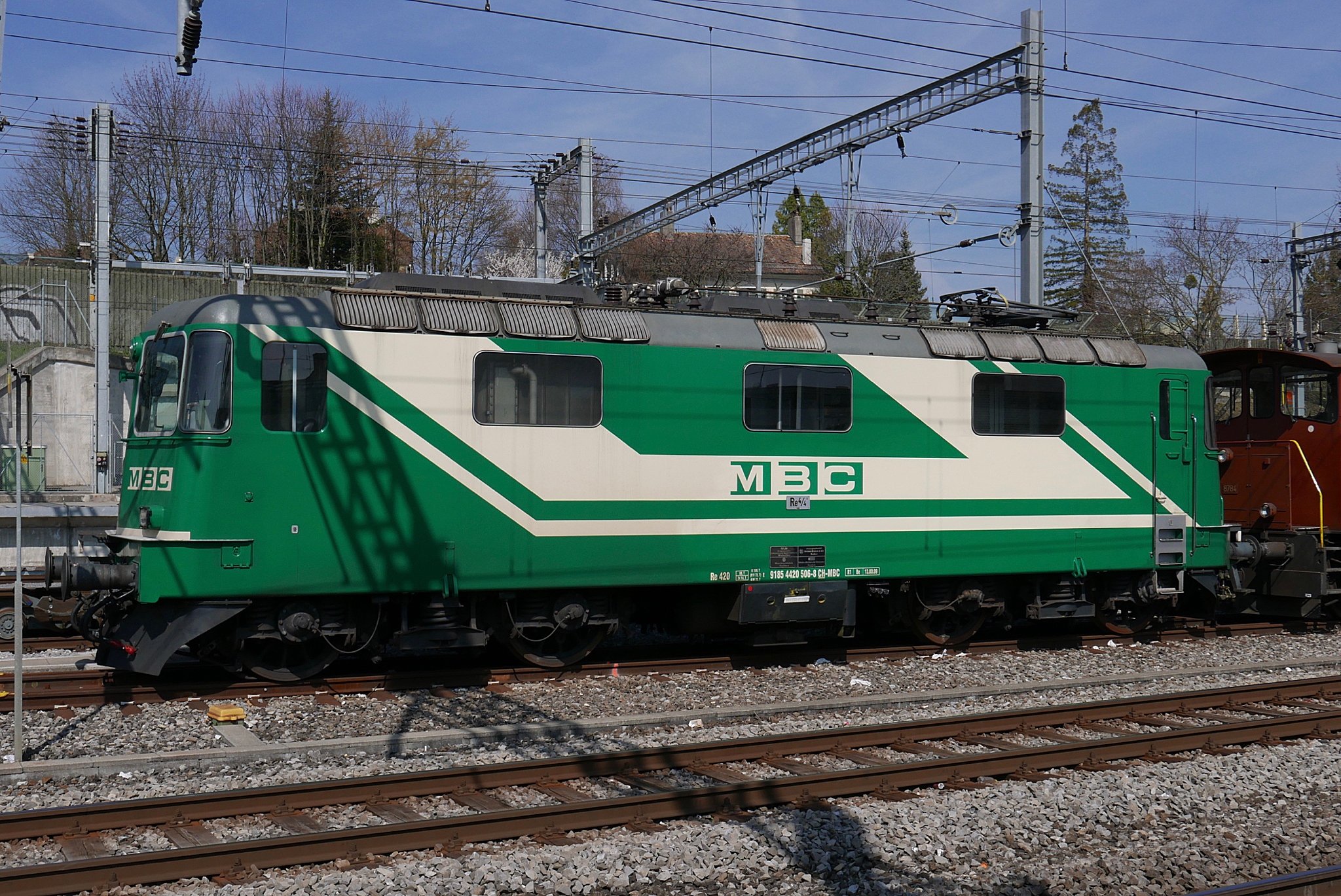
Locomotiva Re 420 dei MBC
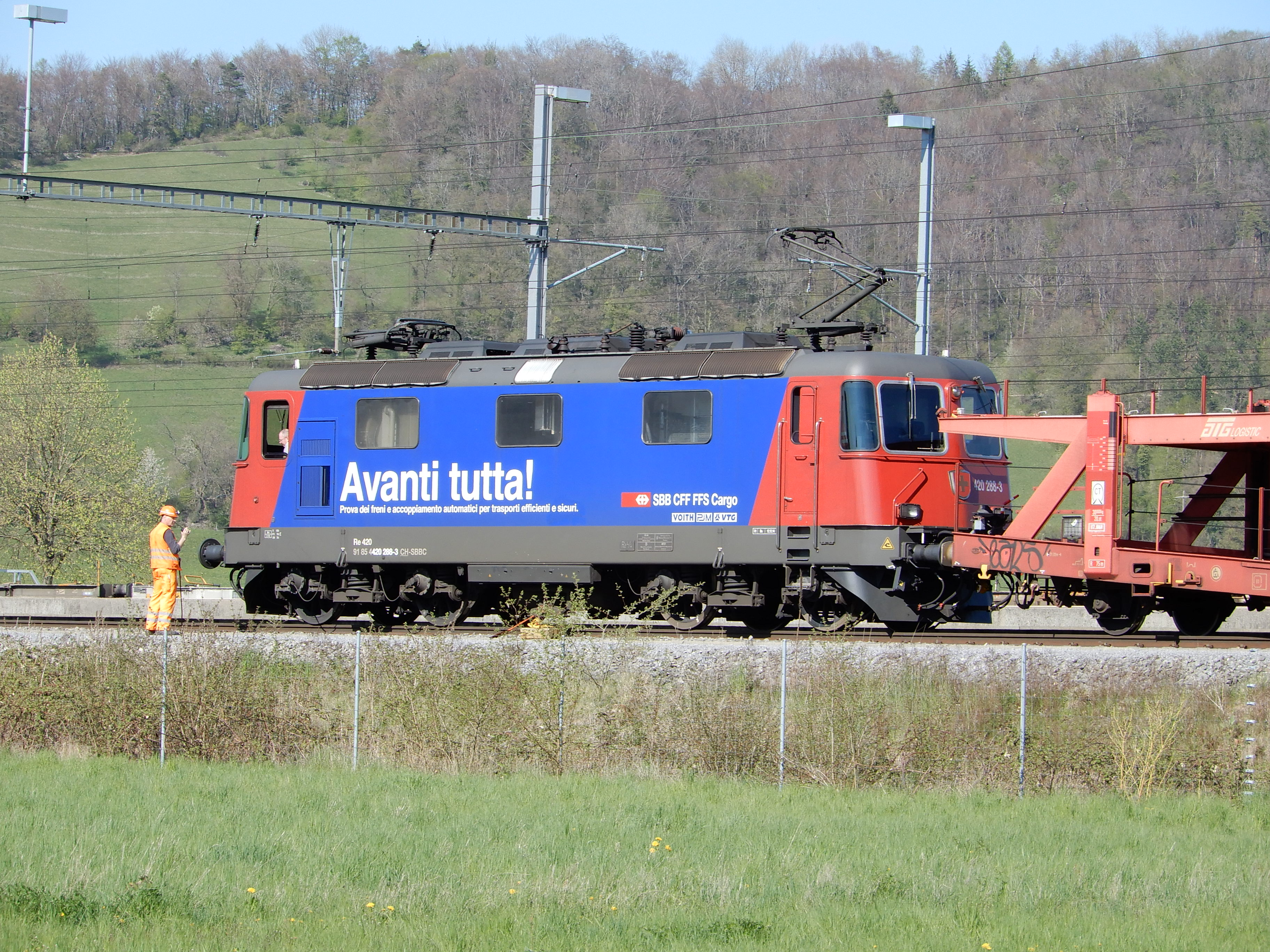
Locomotiva Re 420 288 con la scritta speciale e il gancio automatico